# Apostolisches Vikariat Nekemte
Das Apostolische Vikariat Nekemte (lateinisch Apostolicus Vicariatus Nekemteensis) ist ein in Äthiopien gelegenes römisch-katholisches Apostolisches Vikariat mit Sitz in Nekemte.

## Geschichte
Papst Pius X. gründete die Apostolische Präfektur Südkaffa am 28. Januar 1913 aus Gebietsabtretungen des Apostolischen Vikariates Galla. Am 8. September 1913 nahm sie den Namen Apostolische Präfektur Kaffa an.
Aufgrund der Apostolischen Konstitution Quo in Aethiopia  verlor es am 25. März 1937 einen Teil seines Territoriums an das Apostolische Vikariat Awasa und wurde mit der Bulle Quae christiano nomini zum Apostolischen Vikariat Gimma erhoben.
Mit der Apostolischen Konstitution Quae utilia erhielten am 13. Februar 1940 die Apostolischen Präfekturen Hosanna und Endeber Teil seines Territoriums.
Am 3. September 1982 nahm es den heutigen Namen an. Am 10. Juni 1994 verlor es einen Teil seines Territoriums an die Apostolische Präfektur Jimma-Bonga.

## Ordinarien

### Apostolische Präfekten von Südkaffa/Kaffa
- Gaudenzio Barlassina IMC (6. Mai 1913 – 1933, zurückgetreten)
- Luigi Santa IMC (14. Juli 1934 – 25. März 1937)

### Apostolische Vikare von Gimma
- Luigi Santa IMC (25. März 1937 – 1943, dann Weihbischof in Rimini)
- Frans Janssen CM (21. Mai 1959 – 4. Juli 1972, zurückgetreten)
- Hendrik Joseph Alois Bomers CM (17. Dezember 1977 – 3. September 1982)

### Apostolische Vikare von Nekemte
- Hendrik Joseph Alois Bomers CM (3. September 1982 – 19. Oktober 1983, dann Koadjutorbischof von Haarlem)
- Fikre-Mariam Ghemetchu CM (28. Oktober 1985 – 18. Januar 1994, zurückgetreten)
- Leonardus Dobbelaar CM (10. Juni 1994 – 21. März 2008, gestorben)
- Theodorus van Ruijven CM (23. Juli 2009 – 10. November 2013)
- Varghese Thottamkara CM (10. November 2013 – 10. Mai 2023, dann Bischof von Balasore)
- Getahun Fanta Shikune CM (seit 16. Juli 2024)